# Geannina Dinarte Romero
Carmen Geannina Dinarte Romero (Carmen, San José, 19 de octubre de 1982) es una politóloga y política costarricense que se desempeñó como la 30.ª ministra de la Presidencia desde el 21 de diciembre de 2020 hasta el 8 de mayo de 2022, así como viceministra de PYMES entre 2014 y 2017, como ministra de Economía, Industria y Comercio entre 2017 y 2018, y como ministra de Trabajo y Seguridad Social entre 2018 y 2020. Dinarte se convirtió en la persona más joven en ocupar el Ministerio de la Presidencia, así como la tercera mujer en hacerlo, cuando fue elegida por el presidente Carlos Alvarado Quesada para ocupar el puesto.

## Biografía

### Primeros años y formación
Nació en el distrito metropolitano de Carmen, en el cantón central de San José, el 19 de octubre de 1982. Creció en la localidad de Lagunilla, en el cantón de Santa Cruz, en la provincia de Guanacaste. Cursó sus estudios en la Universidad de Costa Rica, donde obtuvo una Licenciatura en Ciencias Políticas con énfasis en Gobierno y Políticas Públicas, en 2006. Luego, asiste al Instituto Centroamericano de Administración Pública (ICAP), donde se gradúa en 2009 con una Maestría en Gerencia de Proyectos de Desarrollo.

### Carrera
Tras graduarse por la Universidad de Costa Rica en 2006, Dinarte comenzó su carrera laborando como asesora legislativa de la fracción del Partido Acción Ciudadana y, en 2010, comenzó a laborar como directora de Tesis a Nivel de Grado en la Universidad Internacional de las Américas.
Dinarte asumió su primer puesto ministerial el 8 de mayo de 2014, cuando el entonces recién elegido presidente de la República, Luis Guillermo Solís, la designó como viceministra de PYMES y Emprendimiento del Ministerio de Economía, Industria y Comercio. Sucesivamente, el 14 de febrero de 2017, y tras la renuncia del ministro Welmer Ramos González, es designada por el presidente como ministra de este ente en reemplazo del anterior ministro. El 3 de octubre de 2019, el presidente de la República, Carlos Alvarado Quesada, la designó como ministra de Trabajo y Seguridad Social en reemplazo del ministro anterior. Su labor como ministra de este ente se vio influenciada por la pandemia de COVID-19, la cual afectó al país desde marzo de 2019 y necesitó de la atención especial de la ministra y el Ministerio. Entre algunas de las políticas llevadas a cabo por la ministra y el Ministerio, se encuentra el llamado «Plan Proteger», un programa de ayudas económicas temporales para aquellas personas en condición de vulnerabilidad laboral causada por los efectos de la pandemia.
En 2019, asumió como directora de asesores de la fracción legislativa del Partido Acción Ciudadana, cargo que ocupó hasta inicios de 2020.
El 21 de diciembre de 2020, fue designada por el presidente Carlos Alvarado Quesada, como ministra de la Presidencia después de la renuncia del anterior ministro, Marcelo Prieto Jiménez. Dinarte es la tercera mujer en ocupar este puesto, solo por detrás de Rina Conteras López (2002-2004) y Lineth Saborío Chaverri (2004-2006), así como es la persona más joven y la primera de origen guanacasteco en hacerlo.